# Angelika Hurwicz
Pour les articles homonymes, voir Hurwicz.
Angelika Hurwicz, née le 22 avril 1922 à Berlin (Allemagne) et morte le 26 novembre 1999 à Bergen, en Hollande-Septentrionale (Pays-Bas), est une actrice et metteuse en scène allemande.
Elle a travaillé avec Bertolt Brecht dans sa compagnie Berliner Ensemble jusqu'en 1958, date à laquelle elle se réfugie en Allemagne de l'Ouest.

## Biographie
Angelika Hurwicz est la fille de l'écrivain Elias Hurwicz. En raison de son origine juive, elle ne peut pas fréquenter l'école d'art dramatique à l'époque de l'Allemagne nazie. Cependant, de 1939 à 1941, l'actrice Lucie Höflich lui donne des cours particuliers.
De 1942 à 1943, elle est engagée dans un théâtre ambulant privé. Après la fermeture de tous les théâtres en raison de la mobilisation totale en 1944, elle travaille dans un atelier de réparation automobile. Son père a également survécu à l'Holocauste grâce à son mariage avec une non-juive.
Selon l'autobiographie du critique littéraire Marcel Reich-Ranicki (Mein Leben – Marcel Reich-Ranicki), Angelika Hurwicz était son amie d'enfance.

## Théâtre

### Mise en scène
- 1955 : La Pupille (Die Ziehtochter oder Wohltaten tun weh, Воспитанница) d'Alexander Ostrovski (Berliner Ensemble)
- 1978 : Tabula rasa de Carl Sternheim (Wiener Akademietheater (de))
- 1979 : Der Hofmeister de Jakob Michael Reinhold Lenz (Wiener Akademietheater)
- 1980 : 1913 (de) de Carl Sternheim (Wiener Akademietheater)
- 1981 : Professor Bernhardi (de) d'Arthur Schnitzler (Wiener Burgtheater)
- 1982 : Das Fossil (en) de Carl Sternheim (Wiener Volkstheater)
- 1983 : Der Snob (de) de Carl Sternheim (Wiener Akademietheater)
- 1983 : Les Possédés d'Albert Camus (Wiener Burgtheater) Les Possédés, pièce en trois actes adaptée et mise en scène par Albert Camus du roman de Fiodor Dostoïevski
- 1985 : La Dame de la mer (Die Frau vom Meer) d'Henrik Ibsen (Wiener Akademietheater (de))

### Actrice
- 1949 : Der Moskauer Charakter d'Anatoli Sofronov : Kattrin ; mise en scène de Hans Rodenberg (Haus der Kultur der Sowjetunion)
- 1949 : Mère Courage et ses enfants (Mutter Courage und ihre Kinder) de Bertolt Brecht ; mise en scène d'Erich Engel (Berliner Ensemble im Deutschen Theater Berlin)
- 1950 : Der Hofmeister de Jakob Michael Reinhold Lenz : Hausbesitzerin ; mise en scène de Bertolt Brecht (Berliner Ensemble im Deutschen Theater Berlin)
- 1950 : La Mère de Bertolt Brecht : Leontine ; mise en scène de Bertolt Brecht (Berliner Ensemble im Deutschen Theater Berlin)
- 1951 : Der Biberpelz (de) (La Peau de castor) et Der rote Hahn (de) de Gerhart Hauptmann : Brigitte ; mise en scène d'Egon Monk (Berliner Ensemble im Deutschen Theater Berlin - Kammerspiele)
- 1952 : La Cruche cassée (Der zerbrochne Krug) de Heinrich von Kleist : Bettlerin ; mise en scène de Therese Giehse (Berliner Ensemble im Deutschen Theater Berlin)
- 1952 : Das Glockenspiel des Kreml de Nikolai Pogodine : Frau Perez ; mise en scène d'Ernst Busch (Berliner Ensemble)
- 1953 : Les Fusils de la mère Carrar (Die Gewehre der Frau Carrar) de Bertolt Brecht : Fräulein Glück ; mise en scène de Egon Monk (Berliner Ensemble im Deutschen Theater Berlin - Kammerspiele)
- 1953 :  Shakespeare dringend gesucht de Heinar Kipphardt : Kleinbäuerin ; mise en scène de Herwart Grosse - Deutsches Theater Berlin - Kammerspiele)
- 1953 : Katzgraben d'Erwin Strittmatter : Frau Sarti ; mise en scène de Bertolt Brecht (Berliner Ensemble)
- 1957 : La Vie de Galilée (Leben des Galilei) de Bertolt Brecht : Die Bäuerin ; mise en scène d'Erich Engel (Berliner Ensemble)
- 1986 : Mère Courage et ses enfants (Mutter Courage und ihre Kinder) de Bertolt Brecht ; mise en scène de Christoph Schroth (Wiener Burgtheater)

## Filmographie partielle

### Au cinéma
- 1948 : Unser Mittwochabend : Traute
- 1948 : Und wieder 48 : Stock
- 1949 :  Notre pain quotidien (Unser täglich Brot) : Nikki
- 1951 : Die Sonnenbrucks
- 1953 : Die Unbesiegbaren : Frau Hübener
- 1956 : Das Stacheltier - Das schwarze Wunder : Lene Rund (court métrage)
- 1957 : Schlösser und Katen (en deux parties) : Hede
- 1957 : Katzgraben (enregistrement théâtral) : Frau Kleinschmidt
- 1957 : Mutter Courage und ihre Kinder (enregistrement théâtral de la pièce Mère Courage et ses enfants)
- 1959 : Sie nannten ihn Amigo : Marta Meister
- 1959 : Die Premiere fällt aus : Frau Krawutschke
- 1961 : Mère Courage et ses enfants (enregistrement théâtral de la pièce Mère Courage et ses enfants) : Kattrin (de)

### À la télévision
- 1953 :  Les Fusils de la mère Carrar (Die Gewehre der Frau Carrar) : Frau Perez (téléfilm)
- 1956 :  Johnny Belinda : Stella McGuire (téléfilm)
- 1957 : Mutter Courage und ihre Kinder - Eine Chronik aus dem Dreißigjährigen Krieg in 12 Bildern von Bertolt Brecht de Bertolt Brecht et Erich Engel (metteurs en scène de la pièce) et de Peter Hagen (réalisateur de la captation télévisée) : Kattrin (de) (téléfilm, enregistrement théâtral de la pièce Mère Courage et ses enfants)
- 1959 : Nachtasyl : Kwaschnja (téléfilm)
- 1959 : Das letzte Aufgebot : Pächterin (téléfilm)
- 1961 : Zwischen Montag und Samstag : Ehefrau (téléfilm)
- 1962 : La Vie de Galilée (de) (Leben des Galilei) : Frau Sarti (téléfilm)
- 1963 : Kapitän Karagöz : Amalia, Schustersfrau (téléfilm)
- 1963 : Ein Phönix zuviel : Doto (téléfilm)
- 1963 : Wassa Schelesnowa : Anna Onoschenkowa (téléfilm)
- 1963 : Wie es Euch gefällt : Käthchen, ein Bauernmädchen (téléfilm)
- 1964 : Das Martyrium des Peter O'Hey : Frau O'Hey (téléfilm)
- 1964 : Furcht und Elend des Dritten Reiches : Die Frau (série télévisée, 1 épisode)
- 1965 : Der Raub der Sabinerinnen : Rosa, Dienstmädchen (téléfilm)
- 1966 : Abschied : Luise (téléfilm)
- 1966 : Hava, der Igel : Gutta (téléfilm)
- 1966 : Herr Puntila und sein Knecht Matti : Schmuggleremma (téléfilm)
- 1967 : Das Fräulein (de) : Anna Schwarz (téléfilm)
- 1967 : Frank V. - Die Oper einer Privatbank : Apollonia Streuli (téléfilm)
- 1967 : Auf der Lesebühne der Literarischen Illustrierten (série télévisée, 1 épisode)
- 1967 : Die Namenstagsfeier : Frau des Staatsanwalts (téléfilm)
- 1969 : Der große Tag der Berta Laube : Bertha Laube (téléfilm)
- 1969 : Hôtel du commerce : Schwester Christine (téléfilm)
- 1971 : Mit Achtzehn : Frau Sybel (téléfilm)
- 1973 : Ein Leben : Mutter (téléfilm)
- 1974 : Eine geschiedene Frau : Frau Spohr (mini-série télévisée, 1 épisode)
- 1978 : Die eingeschlossenen : Eine Frau (téléfilm)
- 1978 : Mittags auf dem Roten Platz : Mutter (1978) (mini-série télévisée)
- 1980 : Ein Kapitel für sich : Kartoffelschälerin (mini-série télévisée, 1 épisode)
- 1987 :  Miele : Frau Ökonomierat Behring (téléfilm)
- 1989 : Tatort (épisode Der Pott) : Mother Wilms (série télévisée, 1 épisode)

### Réalisation
- 1983 :  Professor Bernhardi : theatre director (téléfilm)

## Récompenses et distinctions
- Prix national de la République démocratique allemande
- 1978 : Médaille Kainz

- (en) Angelika Hurwicz: Awards, sur l'Internet Movie Database

## Publications
- Windflüchter, Volk und Welt, Berlin, 1957.
- Brecht inszeniert: Der kaukasische Kreidekreis, Friedrich, Velber b. Hannover, 1964.
- Wir heißen euch hoffen, in: Renate Seydel (Hrsg.), ... gelebt für alle Zeiten. Schauspieler über sich und andere, Henschel, Berlin, 1978.
- Legenden der Zeit. Variationen über eine ausweglose Situation, Merlin, Berlin, 1998.
- Die Nische des Insekts, Fouqué-Literaturverlag, Egelsbach, 1999.